# Bollekesfeest
Het Bollekesfeest is een jaarlijks evenement in de Vlaamse stad Antwerpen, dat in het teken staat van eten en drinken. Tijdens het evenement kan er onder meer geproefd worden van streekproducten en zijn er verschillende activiteiten.

## Geschiedenis
Het eerste Bollekesfeest werd georganiseerd in 2007. Het initiatief lag bij toenmalig burgemeester Patrick Janssens. Hij wilde daarmee een forum geven aan de sterke merken uit Antwerpen en de Antwerpenaar op die manier trots maken op zijn stad en wat er allemaal vandaan komt. De naam "Bolleke" verwijst naar de vorm van de glazen waarin het bier van de Antwerpse brouwerij De Koninck wordt geschonken.
Vanaf de eerste editie was het Bollekesfeest gekoppeld aan een ander evenement, Antwerpen Proeft, waar geproefd kon worden van gerechten uit toprestaurants. De eerste editie van het duo-evenement wist zo'n 100.000 bezoekers te trekken.
De eerste twee jaar vond het gratis evenement plaats in de historische binnenstad, in de omgeving van het stadhuis van Antwerpen. Vanwege ruimtegebrek werd voor de derde editie echter uitgeweken naar een grotere locatie. Dit werden de gedempte Zuiderdokken. Hier zou het evenement vervolgens vier jaar op rij worden georganiseerd. Voor de zevende editie, in 2013, werd het Bollekesfeest weer teruggehaald naar de binnenstad. Dit was niet alleen om aan klachten van omwonenden van de Gedempte Zuiderdokken tegemoet te komen, maar ook om meer evenementen naar de binnenstad te halen. Het evenement viel dat jaar voor het eerst niet samen met Antwerpen Proeft, wat eerder in het jaar al had plaatsgevonden. Het Bollekesfeest trok dat jaar zo'n 150.000 bezoekers. In 2021 vond, na het geannuleerde feest in 2020 door de Covidpandemie, uitzonderlijk een aangepaste editie plaats in september in plaats van in juli of augustus. Op 22,23 en 24 juli 2022 viel het Bollekesfeest samen met de Tall Ships Races in Antwerpen waar in totaal 850.000 bezoekers op afkwamen.